# Aéroport de Beni-Mavivi
L'aéroport de Beni-Mavivi est un aéroport de la république démocratique du Congo (code IATA : BNC • code OACI : FZNP) situé près de la localité de Mavivi, dans la province du Nord-Kivu, à douze kilomètres au nord-est de la ville de Beni.
L’aéroport de Beni-Mavivi dispose d’une piste de 3,6 km (soit 3 600 mètres), ce qui en fait la plus longue de l’Est de la République démocratique du Congo et l’une des plus importantes à l’échelle nationale.
Il a acquis son statut international après que l’aéroport international de Goma soit devenu difficilement accessible en raison de l’insécurité.
Cet aéroport constitue un atout stratégique majeur pour le désenclavement et le développement économique de Beni et Butembo, deux grandes villes où opèrent de nombreux entrepreneurs Nande (Yira) qui effectuent d’intenses échanges commerciaux entre l’Asie et la RDC.
Il existe une autre piste située dans la ville même de Beni, l'aérodrome de Wageni (code OACI : FZNS).

## Situation
| Bandundu Basango Mboliasa Bunia Gbadolite Gemena Goma Ilebo Kalemie Kananga Kikwit Kindu Kinshasa-Ndjili Kinshasa-N'Dolo Kisangani Kolwezi Lodja Lubumbashi Matari Matadi Mbandaka Mbuji Mayi Nioki Tshikapa Tshumbe |